# Машево (гміна, Кросненський повіт)
Гміна Машево (пол. Gmina Maszewo) — сільська гміна у північно-західній Польщі. Належить до Кросненського повіту Любуського воєводства.
Станом на 31 грудня 2011 у гміні проживало 2948 осіб.

## Площа
Згідно з даними за 2007 рік площа гміни становила 213.56 км², у тому числі:
- орні землі: 27.00%
- ліси: 64.00%

Таким чином, площа гміни становить 15.37% площі повіту.

## Населення
Станом на 31 грудня 2011:
| Опис     | Загалом | Загалом | Чоловіки | Чоловіки | Жінки | Жінки |
| -------- | ------- | ------- | -------- | -------- | ----- | ----- |
| одиниця  | осіб    | %       | осіб     | %        | осіб  | %     |
| все      | 2948    | 100     | 1503     | 50.98    | 1445  | 49.02 |
| міське   | 0       | 100     | 0        |          | 0     |       |
| сільське | 2948    | 100     | 1503     | 50.98    | 1445  | 49.02 |

## Сусідні гміни
Гміна Машево межує з такими гмінами: Битниця, Ґубін, Кросно-Оджанське, Тожим, Цибінка.